# Budapest Grand Prix 2006
Il Budapest Grand Prix 2006 è un torneo di tennis giocato sulla terra rossa. È la 11ª edizione dell'Hungarian Grand Prix, che fa parte della categoria Tier IV nell'ambito del WTA Tour 2006. Si gioca a Budapest in Ungheria, dal 25 al 31 luglio 2006.

## Campioni

### Singolare
Anna Smashnova ha battuto in finale  Lourdes Domínguez con il punteggio di 6–1, 6–3.

### Doppio
Janette Husárová /  Michaëlla Krajicek hanno battuto in finale  Lucie Hradecká /  Renata Voráčová con il punteggio di 4–6, 6–4, 6–4.